# Союз 7К-ОК №1
Союз 7К-ОК №1, 11Ф615 №1 — другий експериментальний космічний корабель типу «Союз 7К-ОК».
Пасивний корабель. Планувалося стикування з активним кораблем.

## Опис
Корабель складався з трьох модулів: приладо-агрегатного відсіку (ПАВ), спускного апарата (СА), побутового відсіку (ПВ).

### Приладо-агрегатний відсік
У відсіку розташована комбінована рушійна установка, паливо для неї, службові системи. Довжина відсіку 2,26 м, основний діаметр 2,15 м, максимальний діаметр 2,72 м. Рушійна установка складалася з 28 ДПО (двигуни причалювання і орієнтації) по 14 на кожному колекторі, з яких частина мали тягу 13,3 кгс, частина (12 штук) — 2,7 кгс, а також зближувально-коригувальний двигун (ЗКД) тягою 300 кгс для орбітального маневрування і сходу з орбіти. ДПО працювали на перекисі водню і не мали достатніх швидкісних характеристик для сходу з орбіти без коригувально-гальмівної рушійної установки (КГРУ). ЗКД працював на азотному тетраксиді і несиметричному диметилгідразині. Корабель мав дві незалежні КГРУ — основну і резервну.
У ПАВ також розміщені баки з 500 кг палива і балони високого тиску (~ 300 атм) з гелієм для наддуву баків.
Система енергопостачання з сонячних батарей (СБ) розмахом 9,80 м і площею 14 м² та акумуляторів. Система забезпечувала середню потужність 500 Вт.

### Спускний апарат
У відсіку розташовані місця для космонавтів, системи життєзабезпечення, керування, парашутна система. Довжина відсіку 2,24 м, діаметр 2,2 м, житловий об'єм 3,5 кубометра. Під теплозахисним екраном розташовані двигуни м'якої посадки, на зовнішній поверхні — перекисні двигуни управління спуском, які керують орієнтацією під час польоту в атмосфері. Це дозволяє використовувати аеродинамічну якість СА і знизити перевантаження. СА покритий теплозахистом на основі абляційних матеріалів.

### Побутовий відсік
Відсік мав довжину 3,4 м, діаметр 2,25 м, об'єм — 5 кубометрів. Він оснащений стикувальним вузлом і системою зближення «Ігла». У герметичному обсязі розташовувалося корисне навантаження і системи життєзабезпечення, зокрема туалет. Через посадковий люк на бічній поверхні відсіку космонавти входять в корабель на стартовій позиції космодрому.

## Історія
Запущений 28 листопада 1966го перший корабель типу Союз 7К-ОК («Космос-133») зазнав технічних проблем у польоті, тому планований запуск наступного корабля для стикування скасували. Запуск другого корабля типу Союз 7К-ОК перенесли на 14 грудня.
Після вибуху при посадці «Космоса-133» інженери встановили головну причину збою системи орієнтації корабля. При збиранні двигунів системи орієнтації і резервної рушійної установки припустилися двох схожих помилок, поєднання яких зашкодило маневровим можливостям корабля.

### Підготовка
Орієнтовно у березні 1966 при збиранні першої пари кораблів для польотів конструктори з термодинаміки вирішили, що газові струмені з деяких двигунів можуть пошкодити панелі сонячних батарей. Щоб уникнути значної переробки конструкції ДПО, головний конструктор «Союзу» Костянтин Феоктистов вирішив повернути двигун на його кріпленні в протилежний бік. Оскільки це змінило напрям тяги двигуна на протилежний, необхідно було встановити перемикач, відповідальний за маневри крену, у блок управління польотом. Феоктистов належним чином написав запит на зміну керівнику системи управління польотом Віктору Легостаєву, який, у свою чергу, відправив його по ланцюжку командування начальнику відповідного відділу Шмиглевському. Його команда оцінила це питання і рекомендувала керівнику дослідницької лабораторії Невзорову надати конструкторам технічні характеристики зміни блоку авіоніки для активації двигунів системи орієнтації. Приблизно у травні конструкторський відділ на чолі з Чижиковим випустив технічні характеристики для виробничого цеху щодо змін у системі авіоніки, вже встановленій на космічному апараті. Почалася заміна приладдя на вже зібраних апаратах. За словами одного з техніків монтажу, опитаних після втрати першого «Союзу», цей корабель не був налаштований належним чином.
На стартовий майданчик 31 в Тюратамі надійшли вказівки ретельно перевірити установку системи управління орієнтацією на другому «Союзі» («Союз 7К-ОК №1») перед його підготовкою до запуску. Корабель встановили на стартовий майданчик до скасування спільного польоту з «Союзом 7К-ОК №2» 29 листопада 1966го року. Довелося відкотити космічний корабель назад до  монтажно-випробувального корпусу, відокремити його від ракети, витягти з обтічника і повернути у вертикальне положення для огляду і підготовки для ще однієї спроби запуску.
Виникла дискусія щодо небезпечних перекису водню та гідразинового палива у баках корабля. Заступник Мішина з тестування Аркадій Осташев, брат якого загинув у катастрофі в 1960му році, запропонував злити перекис на стартовому майданчику, інший заступник Борис Дорофеєв і керівник стартової групи Анатолій Кирилов виступили за збереження палива на борту, щоб заощадити час.
За першим досвідом польоту «Союза» Мішин переконався, що стикування двох космічних апаратів «Союз» набагато простіше досягти з екіпажем на борту.
Незважаючи на заперечення розробників системи «Ігла», Мішин дійшов висновку, що ще один безпілотний подвійний випробувальний політ зайвий. Керівник підготовки космонавтів Микола Каманін також підтримав цю думку.
30 листопада, через два дні після невдалої посадки «Союзу 7К-ОК №2» заступник Мішина Аркадій Осташов представив план сольного польоту «Союзу 7К-ОК №1». Другий безпілотний «Союз» мав протестувати всі бортові системи та дати наземному контролю можливість вирішити численні організаційні питання, виявлені в першій місії «Союзу». Успіх другого сольного польоту відкривав шлях для місії стикування «Союзів 7К-ОК №4» і «№3» з екіпажами на борту, які запускалися 29 січня 1967 року.
У перший тиждень грудня 1966 року Мішин взяв на себе зобов'язання запустити другий «Союз» 18 грудня того ж року, майже через три тижні після першого.
Ввечері 8 грудня відбулося ключове засідання Державної комісії з пілотованої програми. Провідні розробники космічного корабля «Союз» були одностайні, що технічні проблеми під час першого польоту випливали з помилок збірки та випробування і не вимагали значних змін конструкції. Фахівці визнали, що випробування системи аварійного порятунку не завершать до 10 січня 1967 року. Комісія встановила термін 5 січня. Водночас, Комісія не виявила перешкод для безпілотного польоту «Союзу 7К-ОК №1» в проміжку з 15 по 18 грудня 1966го року.
9 грудня 1966го року під час зустрічі керівництва ОКБ-1 керівник заводу ОКБ-1 Вахтанг Вахнадзе визнав помилки під час складання кораблів №1, №2 і №4. Крім того, системні проблеми виявили під час складання і контролю якості. Не знайшлося документації, яка належним чином відстежувала встановлення двигунів. Запит на зміни для кріплення сопла не вказав новий серійний номер обладнання, що сприяло плутанині під час складання. Конструкція пристрою дозволяла встановлювати двигуни в обох напрямках. Не було візуально перевірено нову зміну. Не проведено «накачувальних» випробувань рушійної установи безпечним газом під тиском замість палива, хоча раніше це була рутинна процедура під час складання космічних кораблів «Восток» та інших космічних апаратів. Випробування швидко виявило би неправильну установку двигунів.
Вранці 10 грудня 1966го року на засіданні Ради головних конструкторі розглянули оновлений польотний план для кораблів «Союз 7K-OK» і місячних апаратів «Союз 7K-Л1», щоб не відставати в місячних перегонах зі США. На нараді Феоктистов оголосив, що «Союз 7K-OK №1» готовий до запуску, а зліт пересунули на 14 грудня 1966 (один день раніше).
12 грудня Мішин і його головні співробітники виїхали з Москви в Тюратам для спостереження другої спроби запустити «Союз».

### Аварія
Зліт другого в програмі «Союза» планували з майданчика 31 в Тюратамі 14 грудня 1966го року об 11:00 за універсальним часом (16:00 за місцевим часом).
При запалюванні з'явився спалах світла і диму під ракетою, але раптом полум'я згасло, і ракета залишилася нерухомою на майданчику.
В бункері управління запуском фахівці побачили, що під час займання система діагностики виявила проблему з блоком Б або Г першого ступеня ракети і перервала зліт. Система пожежогасіння погасила полум'я двигуна центрального блоку після термінового відключення. Бортові системи ракети відключилися.
Фахівці з рушійної установки підрахували, що ракеті може знадобитися незначний ремонт тривалістю від двох до трьох днів. Для доступу до двигунів першого ступеня нижня технічна платформа викотилася зі своєї захисної ніші під стартовим майданчиком під ракетою, щоб персонал міг перевірити свічки запалювання та їхні кабелі.
Після первинної перевірки персонал почав підготовку до зливу палива.
Через 27 хвилин після скасування пуску раптово спрацювала система аварійного порятунку і витягнула верхню частину космічного корабля «Союз» високо в повітря, яка спустилася на парашуті на землю за 300—1000 м.
Одночасно на стартовому комплексі дві половинки розкритого обтічника корисного навантаження впали на бетон. У приладо-агрегатному відсіку, що залишився на ракеті, загорівся теплоносій, що виливався із розірваних розділенням трубопроводів, на яких були відсутні зворотні клапани. Через двадцять сім хвилин після відділення системи один за одним відбулося кілька вибухів, за цей час основна маса людей встигла покинути небезпечну зону. Майор Коростіль із випробувального управління сховався за стіну огорожі стартового комплексу і загинув, задихнувшись димом. Наступного дня після пожежі померли два солдати.

### Причина
Після скасування запуску живлення корабля вимкнулося. Гіроскопи системи аварійного порятунку працювали на інерції 40 хвилин, датчики зафіксували кутове відхилення космічного корабля внаслідок обертання Землі, система видала аварійний сигнал на спускний апарат і побутовий відсік, які піднялися на висоту приблизно кілометра, де спускний апарат відокремився і спустився на парашуті.
32 піротехнічні заряди, які відокремили верхню частину «Союзу» від решти ракети під час вибуху, запалили легкозаймистий теплоносій, що проливався з розірваних труб приладо-агрегатного відсіку. Насоси системи регулювання температури продовжували подавати теплоносій розірваними лініями, підживлюючи вогонь. Потім полум'я запалило резервуари з перекисом водню в приладовому відсіку «Союзу», а згодом поширилося на величезні паливні баки ракети внизу.

### Наслідки
Післяаварійний аналіз показав необхідність віддаленого вимикання системи аварійного порятунку пультом, перш ніж кабель-щогла стартового майданчика знову підключеться до ракети після невдалої спроби запуску. Також впроваджувалась заборона на всі аварійні команди до підтвердження зльоту, додавання спеціальних ліній для вмикання та вимикання системи аварійного порятунку внутрішніми кабелями ракети-носія, оминаючи кабель-щоглу стартового майданчика.
Щоб зменшити пожежонебезпеку, лінії системи регулювання температури доповнили самозамикальними клапанами та загорнули у вогнестійкою ізоляцією, обтічник корисного навантаження обладнали вогнегасниками. Починаючи з корабля 7K-OK №8, легкозаймистий теплоносій мали замінити незаймистою незамерзною рідиною.
Усі поліпшення випробували 12 квітня 1967го року на випробувальному стенді у Володимирівці запуском системи аварійного порятунку.
16 грудня 1966го року Державна комісія вирішила терміново підготувати стартовий майданчик №1 для запусків, оскільки було оцінено, що пошкоджений майданчик №31 не діятиме принаймні до 1 травня 1967го року.
Керівник випробувального полігону в Тюратамі генерал Курушин пообіцяв відновити майданчик за місяць, що дозволило попередньо запланувати ще один сольний запуск космічного корабля «Союз» на 15 січня 1967го року. Наступну місію зі стикуванням двох пілотованих «Союзів» перенесли на березень 1967го року.
17 грудня Мішин обговорив ремонтні роботи з командувачем ракетними військами стратегічного призначення маршалом Криловим, який дозволив використати обладнання наявних пускових конструкцій з одного з майданчиків для МБР Р-7 на військовому стартовому майданчику в Плесецьку.
22 грудня 1966го року на засіданні Державної комісії Борис Черток представив результати роботи підкомітету з приводу аварії 14 грудня. Комісія вирішила не покладатися на вмикання системи аварійного порятунку радіоканалом під час чергової спроби запуску космічного корабля «Союз» (7K-OK №3). Всі інші модернізації після аварії 14 грудня мали завершитися до 10 січня наступного року. Тим часом керівництво OKБ-1 переключало увагу на майбутні місячні місії космічного корабля 7K-Л1.